# 小行星2135
小行星2135（2135 Aristaeus）是一颗围绕太阳公转的小行星。1977年4月17日，舒爾特·巴斯、埃莉諾·赫琳在帕洛马山发现了此天体。
該小行星以希臘神話的神祇阿瑞斯泰俄斯命名。 
这颗小行星的绝对星等为290.8375326941428等。